# ウィリアム・ライオネル・ワイリー
ウィリアム・ライオネル・ワイリー（William Lionel Wyllie、1851年7月5日 - 1931年4月6日）はイギリスの画家である。艦船や海戦を描く海事画家として有名になった。

## 略歴
ロンドンのカムデン・タウンで画家の父親と歌手の母親の間に生まれた。父親の違う義理の兄に、有名な画家になるライオネル・パーシー・スマイス(Lionel Percy Smythe: 1839-1918) がいて、子供時代にスマイスから絵を学んだ。弟のチャールズ・ウィリアム・ワイリー(Charles William Wyllie: 1853–1923)も画家になった。 
ワイリーの一家は夏はフランスで暮らし、絵の才能を父親や兄から褒められた。ロンドンの美術学校(Heatherley School of Fine Art)で学び、15歳になった1866年からロイヤル・アカデミー・オブ・アーツで、エドウィン・ランドシーアやジョン・エヴァレット・ミレー、フレデリック・レイトンといった有名画家に学んだ。

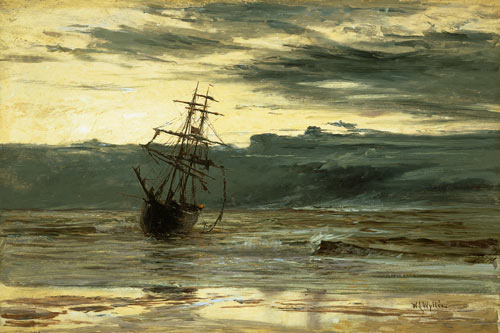
「嵐の後の夜明け」(1869)-ターナー・ゴールド・メダル受賞作

18歳の1869年に優れた風景画にアカデミーが授与するターナー・ゴールド・メダルを受賞した。1870年代初めは雑誌「The Graphic」に海事を題材にしたイラストレーターとしても働いた。
1875年にアカデミーの展覧会で2点の作品が落選した後、しばらく作品制作を止め、長い船旅でヨーロッパ各地を何度か訪れ、海事画家としての土台を築いた。
多作な作家で、ロイヤル・アカデミーの展覧会のほか、水彩画や版画の王立協会や、ニュー・イングリッシュ・アート・クラブなどの多くの展覧会に出展した。
1875年にイギリス芸術家協会（Society of British Artists）、1882年に王立水彩画家協会(Royal Institute of Painters in Water Colour)、1887年にニュー・イングリッシュ・アート・クラブの会員になった。1889年にロイヤル・アカデミーの準会員に選ばれ、1907年に正会員に選ばれた。1903年に王立画家・版画家協会(Royal Society of Painter-Etchers and Engravers) の会員になった。

## 作品

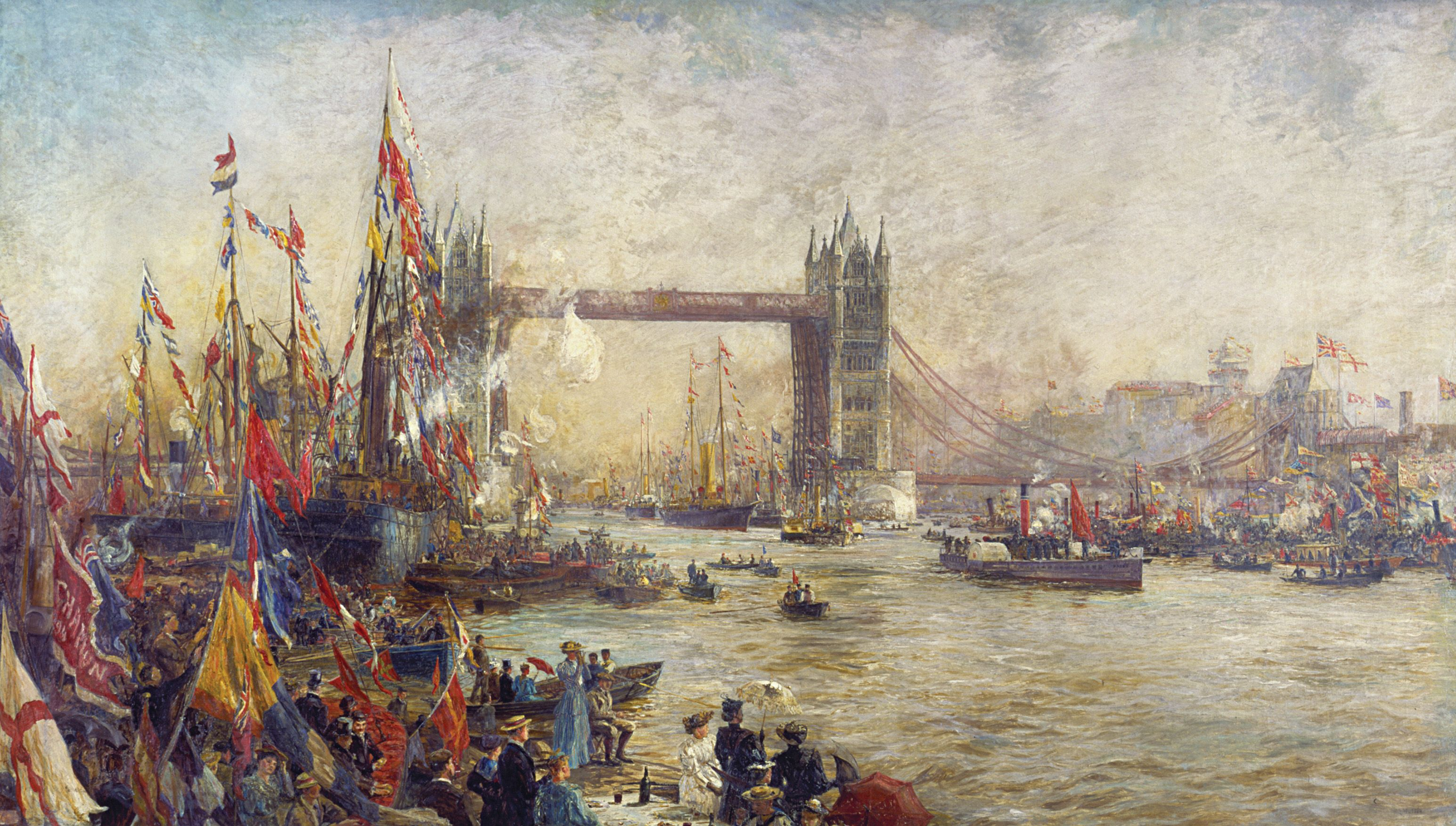
「タワーブリッジの完成式典」 (1895)
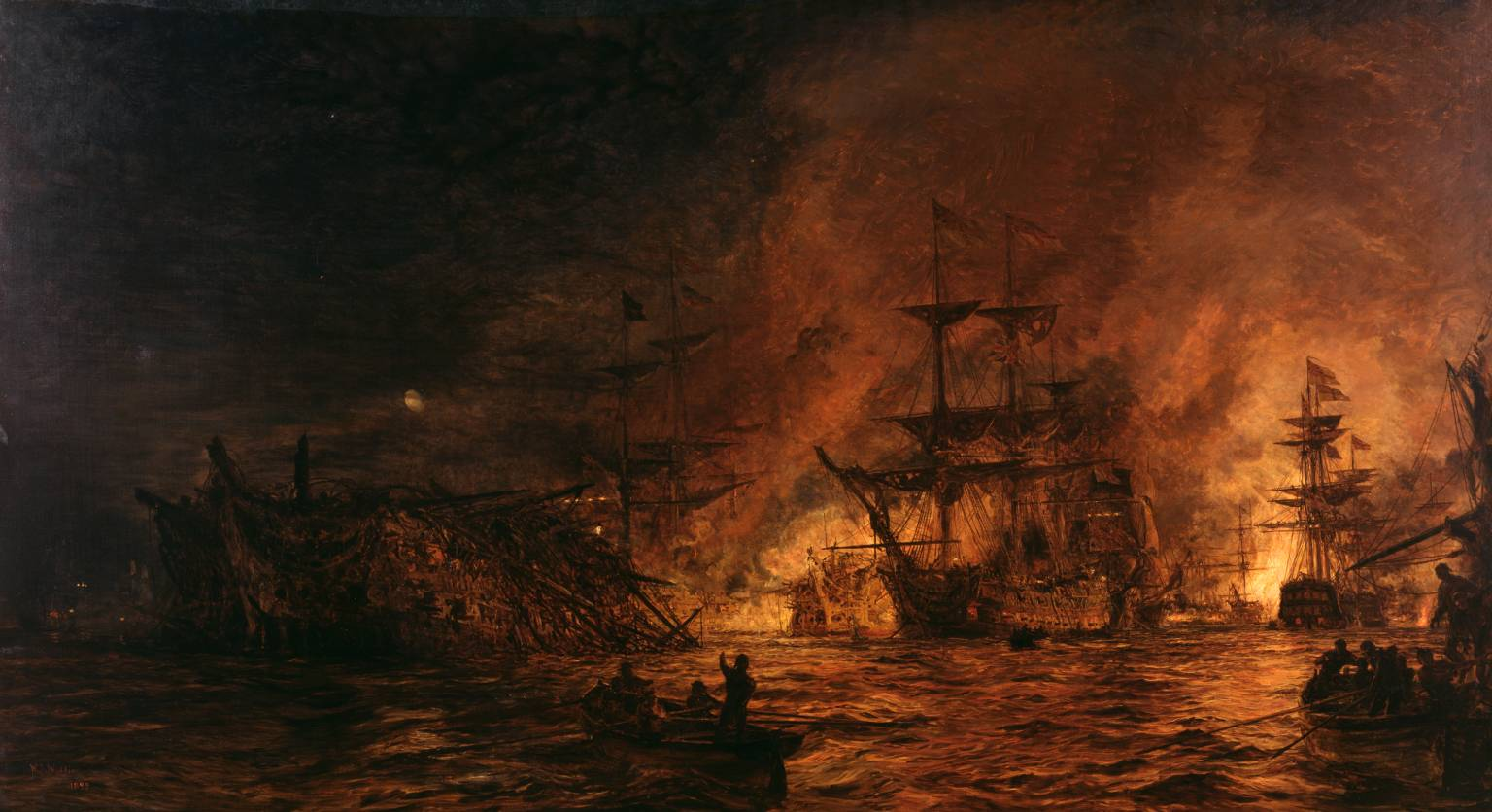
「ナイルの海戦」(1899)
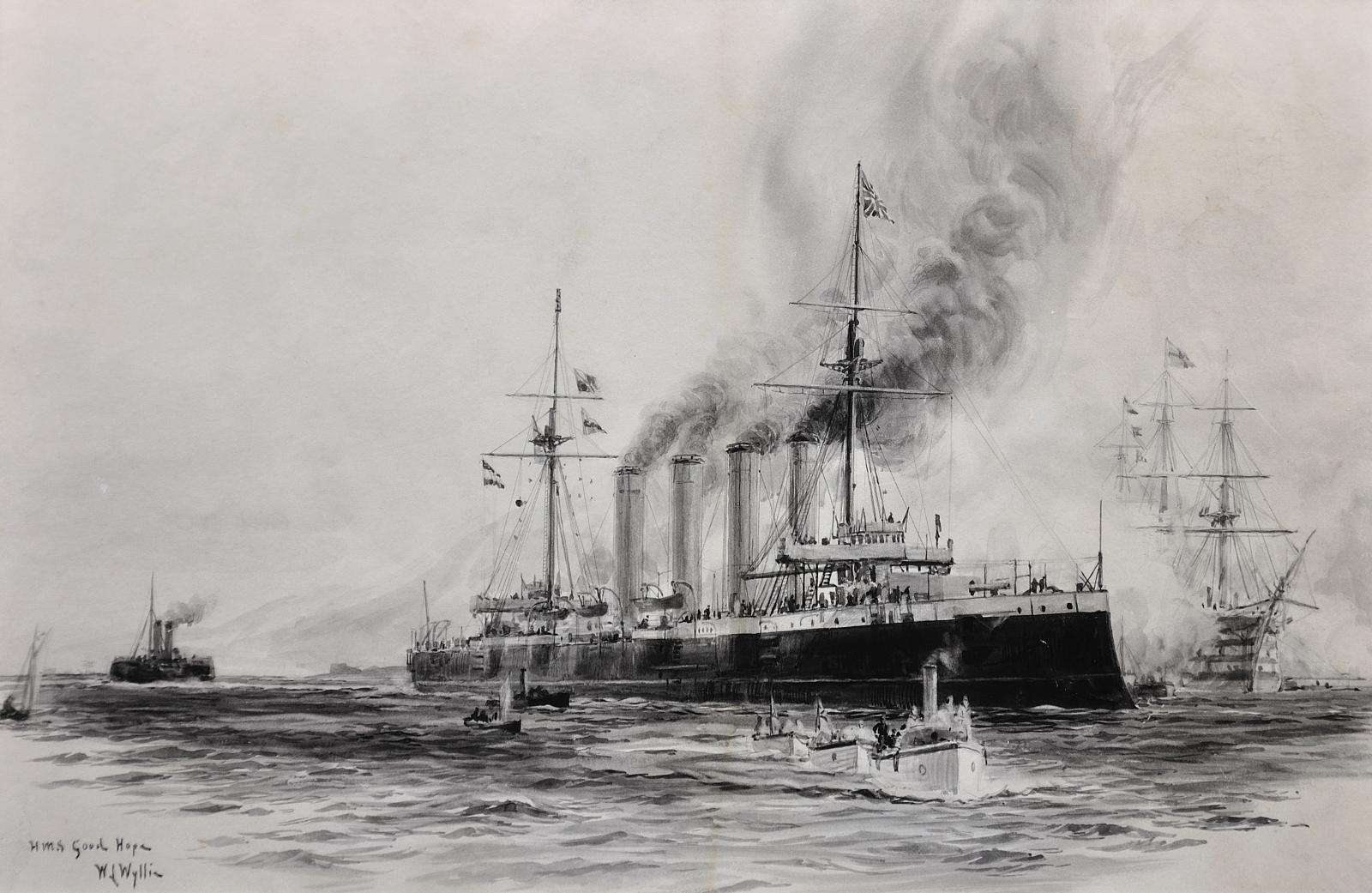
グッド・ホープ (装甲巡洋艦)
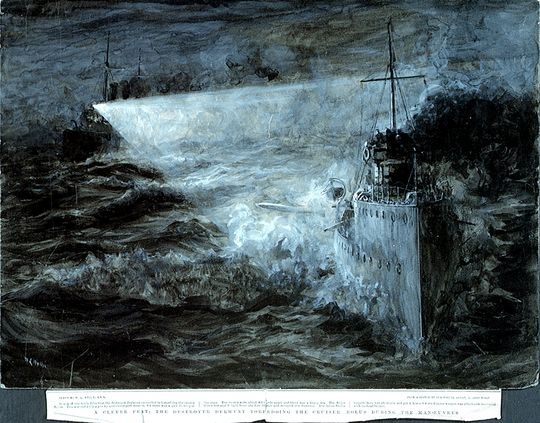
訓練中のHMS Derwent
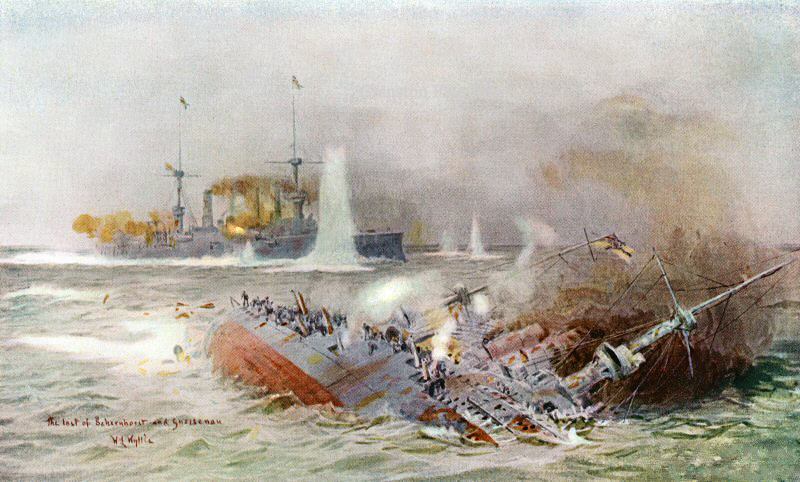
フォークランド沖海戦(1918)
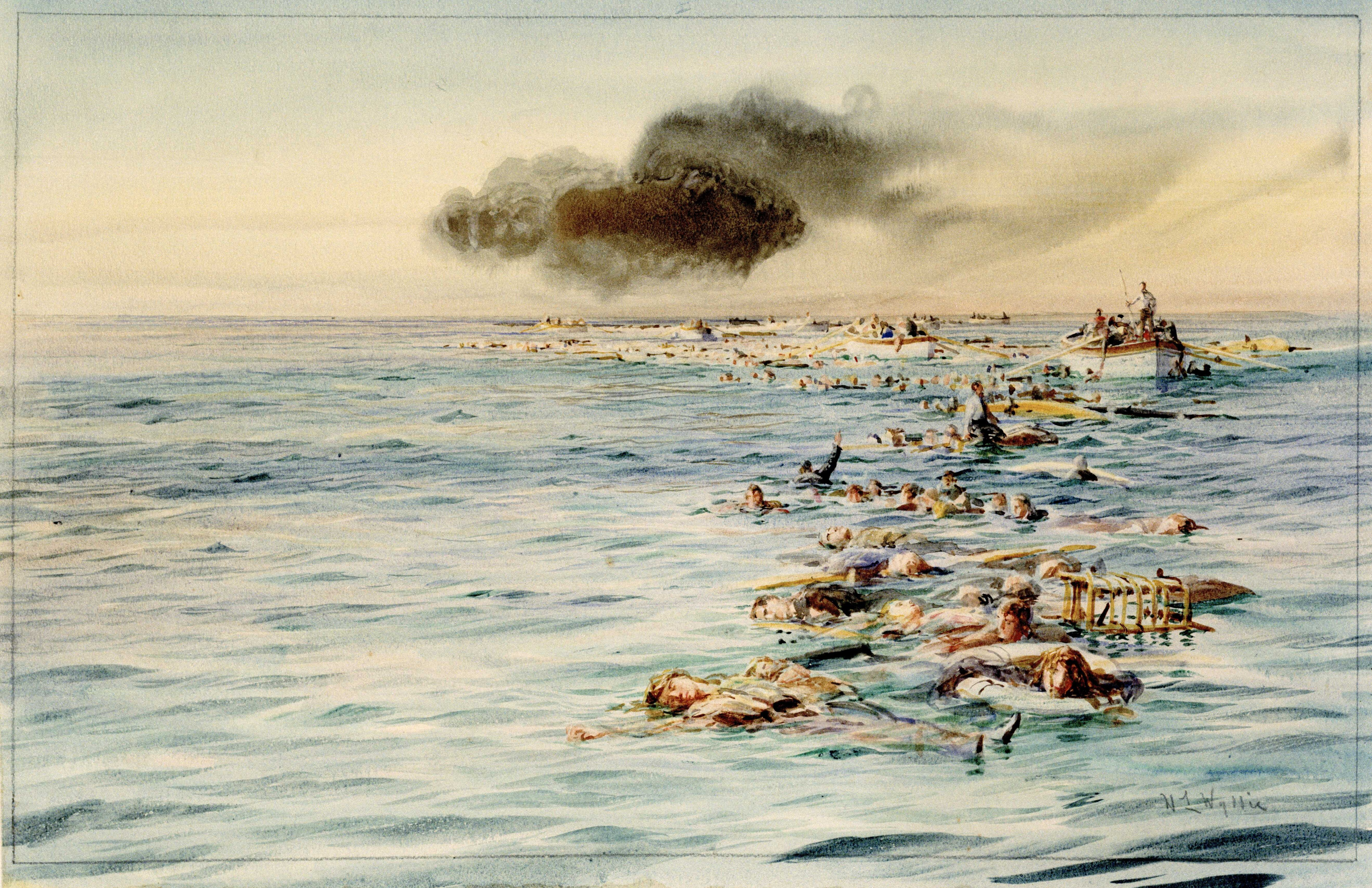
潜水艦攻撃で沈没した客船ルシタニアの犠牲者と救助活動

## 関連書籍
- Marion Amy Wyllie. We Were One, A Life of W L Wyllie (London: G. Bell, 1935).